# Idea Vilariño
Idea Vilariño Romani (Montevideo, 18 de agosto de 1920-Montevideo, 28 de abril de 2009) fue una poeta, ensayista y crítica literaria uruguaya perteneciente al grupo de escritores denominado generación del 45. Dentro de sus facetas menos conocidas se encuentran la de traductora, compositora y docente, y obtuvo muchos premios importantes.

## Biografía
Nació en una familia de clase media y culta, en la que estaban presentes música y literatura. Su padre, Leandro Vilariño (1892-1944) fue un poeta cuyas obras no fueron editadas en vida. Al igual que sus hermanos Numen, Poema, Azul y Alma, estudió música. Su madre conocía muy bien la literatura europea, y su padre era un conocido anarquista.
Como educadora en ejercicio, fue profesora de Literatura de Enseñanza Secundaria desde 1952 hasta el golpe de Estado en 1973. Luego de restaurado el sistema democrático, desde 1985 fue docente de Literatura uruguaya en el Departamento de Literaturas Uruguaya y Latinoamericana en la Facultad de Humanidades y Ciencias de la Universidad de la República.
Escribió desde muy joven; y sus primeros poemas ya maduros fueron concebidos entre los 17 y los 21 años. Su primera obra poética, La suplicante, fue editada en 1945 solo con su nombre. En años siguientes sería reconocida internacionalmente y premiada con distintos galardones. Sus poemas están marcados por una experiencia íntima, intensa y angustiosa, muy coherente siempre. Un particular estilo que los expertos atribuyen a los continuos problemas de salud que la aquejaban y a su infancia.
Y es que la poeta, desde una temprana edad padeció problemas de asma y un eccema que la obligaron a abandonar el núcleo familiar a los 16 años. Una fragilidad física que se extendió a lo emocional y que la dotó de una sensibilidad especial. El temprano fallecimiento de sus padres y de su hermano mayor tampoco ayudó y convirtió el duelo en una constante en su vida.

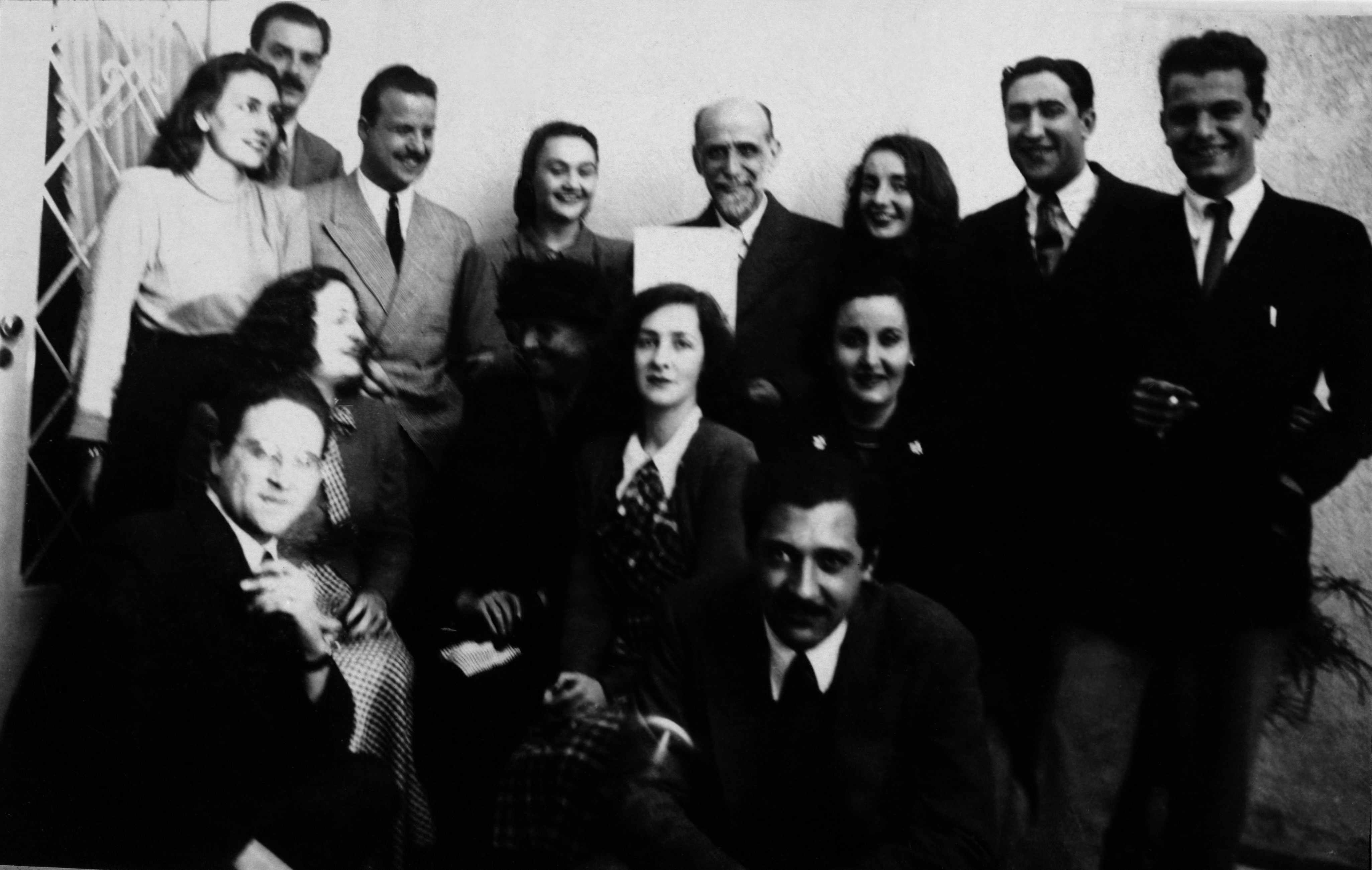
La Generación del 45 en ocasión de la visita de Juan Ramón Jiménez. De izquierda a derecha, parados: María Zulema Silva Vila, Manuel Arturo Claps, Carlos Maggi, María Inés Silva Vila, Juan Ramón Jiménez, Idea Vilariño, Emir Rodríguez Monegal, Ángel Rama. Sentados: José Pedro Díaz, Amanda Berenguer, Zenobia Camprubí, Ida Vitale, Elda Lago, Manuel Flores Mora.

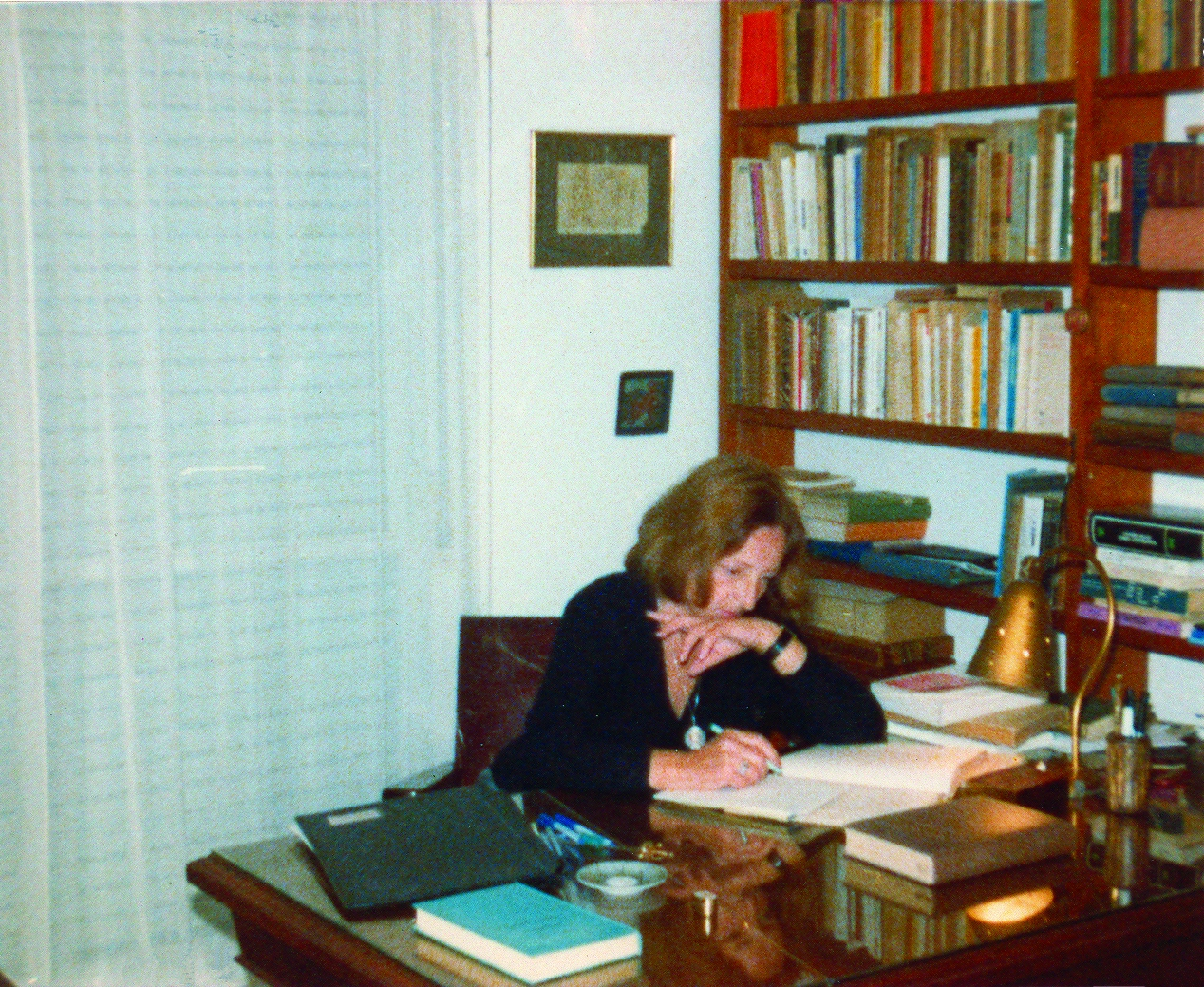
Idea Vilariño en su escritorio en 1983.

Integró la generación de escritores de diversa índole que surgieron artísticamente desde 1945 a 1950 que fue llamada Generación del 45. En ella también pueden ubicarse a Juan Carlos Onetti, Mario Benedetti, Sarandy Cabrera, Carlos Martínez Moreno, Ángel Rama, Carlos Real de Azúa, Carlos Maggi, Alfredo Gravina, Mario Arregui, Amanda Berenguer, Humberto Megget, Emir Rodríguez Monegal, Gladys Castelvecchi y José Pedro Díaz, entre otros. En particular, fue Rodríguez Monegal quien analizó y llamó la atención sobre la obra poética de Vilariño.
Participó en numerosos emprendimientos literarios. Estuvo concretamente entre los fundadores de la revista Clinamen, y Número, de peso entre 1945-1955 (por lo que conoció a Juan Ramón Jiménez); y se encontró entre los colaboradores de otras publicaciones como Marcha, La Opinión, Brecha, Asir, y Texto crítico.
Sus traducciones también han sido objeto de reconocimiento, llegando algunas de ellas (como las que realizó de obras de Shakespeare) a ser representadas en teatros de Montevideo.
En 1997 fue entrevistada por Rosario Peyrou y Pablo Rocca, de allí surgió el documental Idea, con dirección de Mario Jacob, que fuera estrenado en mayo de 1998.
Su obra ha sido traducida a varios idiomas, como el italiano, alemán y portugués.
Como compositora, se pueden mencionar cuatro canciones emblemáticas pertenecientes a la música popular uruguaya: A una paloma (musicalizada por Daniel Viglietti), La canción y el poema (musicalizada por Alfredo Zitarrosa), Los orientales y Ya me voy pa' la guerrilla (musicalizadas por Los Olimareños).
En 2004 recibió el Premio Konex Mercosur a las Letras, otorgado por la Fundación Konex de Argentina, como la más influyente escritora de la región.
Falleció en Montevideo el 28 de abril de 2009 a los 88 años, al no superar la cirugía a la que fue sujeta debido una oclusión intestinal y arterial. Los originales de su obra se hallan dispersos; los cuadernos en los que copió sus poemas durante más de siete décadas fueron vendidos al archivo de la Universidad de Princeton, lo que contrarió su expresa voluntad.

### Idea Vilariño y Juan Carlos Onetti
Muchas de las obras de Idea Vilariño reflejan la tormentosa relación de amor que mantuvo con el también literato Juan Carlos Onetti. Actualmente no es difícil rastrear múltiples testimonios de testigos y amigos, entrevistas y correspondencia que restituyen los fragmentos de una historia llena de pasión. La pasión y retraimiento de Vilariño coinciden con la timidez de Onetti y su nerviosismo. Dos personalidades feroces y fuertes que se sintieron atraídas. La misma Idea se refiere al instante en el que él la sedujo: “estaba seduciéndome a fondo con lo mejor de sí mismo y tanto que yo me quedé convencida de que aquello era la séptima maravilla. Esa misma noche me enamoré de él. Me enamoré, me enamoré, me enamoré.”
La obra Poemas de Amor de la poeta uruguaya, asimismo, plasma a la perfección la indecisión de Onetti. Uno de los más representativos es el que se titula Ya no.  Y es que en medio de la relación él la dejó para casarse con otra mujer: Dorothea Muhr, que le acompañó hasta el final de sus días. Sin embargo, el enlace no acabó con el romance entre ambos, pero se tradujo en recelos, celos y en temor. Una situación que paradójicamente conocía la propia Dorothea. La última vez que se vieron fue en 1974 en el hospital. Cuando Idea entró en la habitación, la mujer de él los dejó solos e Idea recuerda así aquel encuentro: “Me levanté y quise tocarlo, tocar su mejilla con la mía. Apenas llegaba a él cuando me agarró con un vigor desesperado y me besó con el beso más grande, más tremendo que me hayan dado, que me vayan a dar nunca, y apenas comenzó su beso, sollozó, empezó a sollozar por detrás de aquel beso, después del cual debí morirme”.

## Obra

### Poesía
- La Suplicante (1945).
- Cielo Cielo (1947).
- Paraíso perdido (Número, 1949).
- Por aire sucio (Número, 1964)
- Nocturnos (1955).
- Poemas de amor (1957).
- Pobre Mundo (1966).
- Poesía (1970).
- No (1980).
- Canciones (1993).
- Poesía 1945 - 1990 (1994).
- Poesía completa (Montevideo. Cal y Canto. 2000)
- "Ultima Antología" (Montevideo. Cal y canto. 2004)
- Poesía completa Edición aniversario. Anotada. La suplicante editores (2020)

### Ensayos
- Grupos simétricos en la poesía de Antonio Machado (1951).
- La rima en Herrera y Reissig (1955).
- Grupos simétricos en poesía (1958).
- Las letras de tango (1965).
- El tango cantado (1981).
- El tango. 2da.ediciòn corregida, Prólogo de Coriun Aharonian (2014)
- Diario de juventud (1937-1945), aparecido en 2013. Editorial Cal y Canto, Montevideo. Edición de Ana Inés Larre Borges y Alicia Torres.
- De la poesía y los poetas (Ensayos sobre poesía) Clásicos uruguayos Vol. 208. (2018) Disponible gratis en http://bibliotecadigital.bibna.gub.uy:8080/jspui/handle/123456789/133337?mode=full

### Traducciones
- Raymond Queneau: El rapto de Ícaro, Buenos Aires, Losada, 1973[11]
- Jacques C. Alexis: Romancero de las estrellas, Montevideo, Arca, 1973[12]
- William Shakespeare: Hamlet, príncipe de Dinamarca, Montevideo, Ediciones de la Banda Oriental, 1974.[13]
- Andrew Cecil Bradley: Macbeth, la atmósfera, las brujas, Montevideo, Editorial Técnica, 1976.[13]
- William Shakespeare: Macbeth, Montevideo, Editorial Técnica, 1977.[13]
- Guillermo Enrique Hudson: La tierra purpúrea, Caracas, Biblioteca Ayacucho, 1980 (traducida junto con Jaime Rest).[14]
- Guillermo Enrique Hudson: Allá lejos y hace tiempo, Caracas, Biblioteca Ayacucho, 1980 ().[14]
- Christine Laurent: Transatlántico (Adaptación de André Tachiné y Philippe Arnaud. Traducción del francés de Idea Vilariño). Montevideo, Trilce, 1996.[13]